# Augusta Preitinger

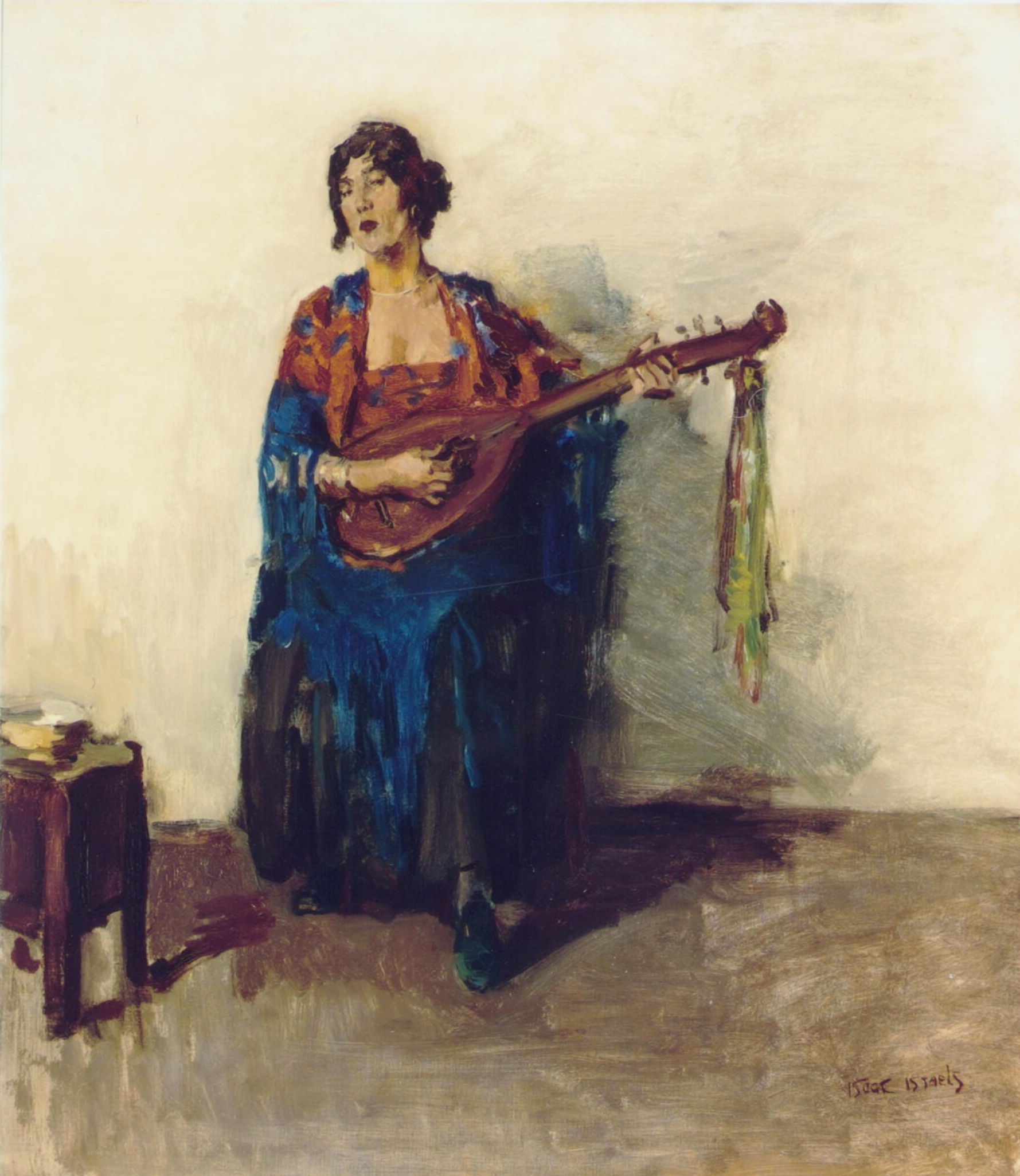
Augusta van Dongen, Porträt von Isaac Israëls, 1916

Juliana Augusta Guus van Dongen-Preitinger (* 18. Oktober 1878 in Köln; † 21. Januar 1946 in Paris) war eine niederländische Malerin.

## Leben

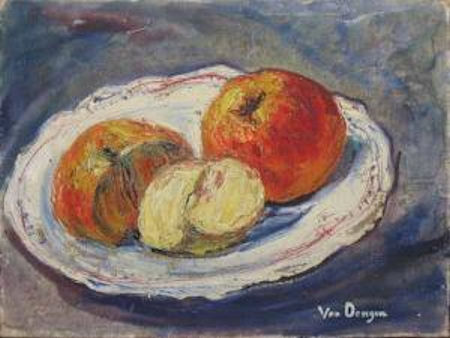
Apfelteller, 1921

Augusta Preitinger wurde am 18. Oktober 1878 in Köln geboren. Als sie noch sehr jung war, zog ihre Familie nach Rotterdam. Später erwarben sie die niederländische Staatsbürgerschaft. Guus Preitinger war bereits in jungen Jahren künstlerisch tätig und früh zeigte sich ihre große Begabung, die von ihrer Familie gefördert wurde. Ihre Ausbildung bekam sie an der Academie voor Beeldende Kunsten. Dort lernte sie den Maler Kees van Dongen kennen, der zu der Zeit ebenfalls an der Akademie studierte.
Nach dem Studium zog Guus Preitinger nach Paris, um dort ihre Ausbildung fortzusetzen. Kees van Dongen folgte ihr zuerst vorübergehend im Jahr 1897 und dann ab 1900 dauerhaft. Am 11. Juli 1901 heirateten sie in der Kirche St-Pierre de Montmartre in Paris. Im Jahr 1905 wurde die Tochter Dolly geboren, zuvor wurde ein Sohn geboren, der jedoch nicht überlebte. Nachdem sie Pablo Picasso und andere Maler kennengelernt hatten, zogen sie in die unter anderem von Picasso und seiner Gefährtin Fernande Olivier bewohnte Atelierbaracke Bateau-Lavoir. Dort traf sich auch der Freundeskreis von Picasso, dem zu der Zeit Max Jacob, Guillaume Apollinaire und André Salmon angehörten. Guus van Dongen reiste regelmäßig im Sommer mit ihrer Tochter in die Niederlande, um ihre Familie zu besuchen. Dort befand sie sich auch im Jahr 1914, als der Erste Weltkrieg ausbrach, und musste dort verbleiben. Sie lernte Isaac Israels kennen, der sie mehrfach porträtierte. Kees van Dongen lernte 1917 die Näherin Léa Jacob kennen, und im Jahr 1921 wurde die Ehe zwischen Guus und Kees van Dongen geschieden.
Guus van Dongen-Preitinger starb am 21. Januar 1946 im Alter von 67 Jahren in Paris.